# En himmelsk drog
En himmelsk drog är den andra singeln från kents fjärde album, Hagnesta Hill. Singeln kom ut både som Maxi- och 2-spårsversion.

## Låtlista

### Maxisingeln
1. En himmelsk drog (4:04)
2. Noll (4:32)
3. Om gyllene år (2:40)

### 2-spårssingeln
1. En himmelsk drog (4:04)
2. Om gyllene år (2:40)

## Låtinformation
Singeln släpptes den 8 mars 2000. Alla låtar är skrivna av Joakim Berg.
Singeln låg på Top 60 Singel Hitlistan i fem veckor och kom som bäst på tolfte plats.
Noll och Om gyllene år är senare utgivna på B-sidesamlingen B-sidor 95-00.
Noll gavs från början ut från Kents hemsida som en julklapp till de fans som köpt Hagnesta Hill, julen 1999.

## Listplaceringar
| Lista (1999-2000) | Topplacering |
| ----------------- | ------------ |
| Finland           | 11           |
| Sverige           | 12           |